# Грана (Нови Мароф)
Грана је насељено место у саставу града Новог Марофа у Вараждинској жупанији, Хрватска. До територијалне реорганизације у Хрватској налазила се у саставу старе општине Нови Мароф.

## Становништво
На попису становништва 2011. године, Грана је имала 526 становника.

## Попис1991.
На попису становништва 1991. године, насељено место Грана је имало 566 становника, следећег националног састава:
| Попис 1991.‍ | Попис 1991.‍ | Попис 1991.‍ | Попис 1991.‍ | Попис 1991.‍ |
| ----------- | ----------- | ----------- | ----------- | ----------- |
|             |             |             |             |             |
| Хрвати      | Хрвати      |             | 564         | 99,64%      |
| Македонци   | Македонци   |             | 1           | 0,17%       |
| Црногорци   | Црногорци   |             | 1           | 0,17%       |
| укупно: 566 |             |             |             |             |